# Desmoulins
Desmoulins is een in 1908 opgericht champagnehuis dat in Épernay is gevestigd. Het is een zelfstandig bedrijf dat voor de vinificatie over moderne roestvrijstalen tanks beschikt.
Het huis laat de champagnes tussen de drie en vijf jaar in de kelders rijpen.
Er zijn zeven champagnes; 
- De Cuvée de Réserve Brut is de Brut Sans Année, de meest verkochte champagne en het visitekaartje van het huis. Deze champagne is een blanc de noirs uit uitsluitend pinot noir en pinot meunier. In de assemblage van de wijn werd de jonge wijn aangevuld met reserves uit de kelder om een constante kwaliteit te kunnen garanderen.
- De Cuvée de Réserve Demi-Sec is een champagne die tijdens de assemblage werd aangevuld met de reserves van het huis. In de liqueur d'expédition werd wat meer suiker verwerkt wat deze champagne geschikt maakt als dessertwijn.
- De Blanc de Blancs, een blanc de blancs is een witte wijn uit witte druiven. Het betreft chardonnay uit de Côte des Blancs.
- De Grande Cuvée du Centenaire is de cuvée de prestige, een assemblage van de beste jaargangen uit de reserves van het huis
- De Cuvée Rosé Brut is een roséchampagne van pinot noir en pinot meunier.
- De Cuvée Prestige Brut is een assemblage van chardonnay en pinot noir.
- De Cuvée Brut Royal is een assemblage van 70% pinot noir en pinot meunier en 30% chardonnay.